# Basin Street Blues
Basin Street Blues is een lied van pianist en componist Spencer Williams uit 1926 dat vaak gespeeld wordt door dixielandorkesten.
De componist noemde het nummer naar de buurt waar hij als jongeling bij zijn tante in Mahogany Hall woonde, een van de bekendste bordelen van Storyville, de beruchte rosse buurt van de Franse wijk in het vroeg-20e-eeuwse New Orleans. Spencers tante was de notoire 'madame Lulu White'. Toen Spencer het nummer schreef was Storyville al elf jaar geen 'red light district' meer. De naam van Basin Street was door de gemeenteraadsleden veranderd in North Saratoga Street omdat die alle herinneringen aan het oude Storyville liefst wilden wissen. In 1946, naar aanleiding van het succes van het nummer, kreeg de straat zijn oorspronkelijke naam terug.
Gewoonlijk wordt als tekstschrijver de componist, Spencer Williams, genoemd. Volgens trombonist en vocalist Jack Teagarden hadden hij en Glenn Miller ook hun aandeel in zowel de melodie als de tekst van het later toegevoegde refrein en enkele verzen.
Het lied werd gepubliceerd in 1926 en opgenomen door trompettist en zanger Louis Armstrong in 1928. De bekende versregels met de tekst "Won't you come along with me/To the Mississippi..." werden later toegevoegd door Glenn Miller en Jack Teagarden. Armstrong zingt in de versie van 1928 zijn scat vocals begeleid door zijn zeskoppige band. Het nummer werd in de originele 12-maats blues uitgevoerd.
Jack Teagarden nam het nummer verschillende keren op zodat het nog steeds met hem wordt geassocieerd. De opname uit 1931 samen met The Charleston Chasers werd een van de bekendste.

## Opnamen
- Louis Armstrong introduceerde het nummer in 1928. Het werd echter niet meteen een hit, wat met een nieuwe opname uit 1938 wel lukte.
- The Charleston Chasers (geleid door Benny Goodman), 1931, met Jack Teagarden: nr. 14 in de hitlijst
- Benny Goodman and His Orchestra, 1934, nr. 14
- Bing Crosby and Connee Boswell, 1937, nr. 12
- Louis Armstrong and His Hot Five, 1938, nr. 20